# Verő Márta
Verő Márta,  született: Hauer Márta Irma Franciska (Budapest, 1894. január 20. – Budapest, 1983. február 4.) színésznő, festő.

## Családja
Szülei Hauer Hugó (Verő György néven zeneszerző és színműíró) és Morgenstern Célia Ludovika (Margó Célia néven operett-énekesnő) voltak. Férje Zágon István (született Fleischl István) író, akivel 1921. szeptember 24-én Budapesten kötött házasságot.

## Pályafutása
1894. február 14-én keresztelték Budapesten, keresztapja Evva Lajos színházigazgató volt. Színi pályára lépett a bécsi színművészeti tanfolyam elvégzése után a Magyar Színházban, 1913-14-ben. Azonnal nagy sikert aratott a Mandarin kis kínai lány szerepében (Nang-Ping). Második szerepe a Prédában volt (Anna — 1913. október 11). 1914–15-ben a Király Színházban, 1915–16-ban a Vígszínházban szerepelt. Azután a kassai, majd a pozsonyi és a debreceni társulat drámai primadonnája volt. 1918-ban a Belvárosi Színházban is játszott. Házasságát követően visszavonult a színpadtól. Festészettel is foglalkozott. 

## Főbb szerepei
- Anna (Schnitzler: A préda)
- Nang-Ping (Vernon–Owen: A mandarin)
- Mária Felicia (Hatvany Lili: Noé bárkája)
- Anna (Vengerkák)
- Lyon Lea
- Lóra (Tanítónő)
- Júlia (Romeo és Julia)
- Ofélia (Hamlet)
- Anna (Szerető)
- Nelly (Kisasszony férje)